# Sam Darnold
(en) Statistiques sur pro-football-reference
Samuel Darnold, né le 5 juin 1997 à Dana Point en Californie, est un sportif professionnel américain de football américain évoluant au poste de quarterback dans la National Football League (NFL) depuis 2018.
Darnold est sélectionné en 3e choix global lors du premier tour de la draft 2018 de la NFL par la franchise des Jets de New York où il reste trois saisons (2018-2020) avant de rejoindre les Panthers de la Caroline (2021-2022), les 49ers de San Francisco (2023), les Vikings du Minnesota (2024) et les Seahawks de Seattle des la saison 2025,. 
Au niveau universitaire, il avait joué pendant deux saisons dans la NCAA Division I FBS pour les Trojans de l'université de Californie du Sud.

## Biographie

### Jeunesse
Darnold voit le jour le 5 juin 1997 à Dana Point en Californie. Il étudie au lycée San Clemente (en). Après avoir débuté au baseball, il s'adonne au football américain et au basketball. Darnold excelle au basketball où il est désigné à deux reprises MVP de la South Coast League,. Au football américain, il joue aux poste de wide receiver et de linebacker, mais il est amené à remplacer le quarterback titulaire à la suite d'une blessure encourue en cours de match. Bien qu'il ait effectué une passe de touchdown et inscrit la conversion à deux points, les semaines suivantes il rejoue en tant que receveur et linebacker. 
Dès qu'il va être légitimement désigné titulaire au poste de quarterback, il bat le record de son lycée du plus grand nombre de touchdowns inscrits à la passe sur un match après en avoir inscrit 5 (ce qu'il fait lors de deux matchs). Il rate néanmoins une grande partie de son année senior à la suite d'une blessure au peid. Lors de son année senior, il qualifie son équipe pour la finale de la CIF-Southern Section Southwest Division perdue 37 à 44 contre Trabuco Hills High School après que Sam Darnold ait du quitter le match à la suite d'un commotion. Il termine sa dernière saison au  lycée avec 3 000 yards gagnés à la passe et 39 touchdowns auxquels il faut ajouter 800 yards et 13 touchdowns supplémentaires à la course.
Considéré comme une potentielle recrue quatre étoiles, il reçoit des offres de bourse de plusieurs universités (Oregon, Utah, Northwestern et Duke) mais il s'engage finalement chez les Trojans de l'USC après un camp d'entraînement où est repéré par les entraîneurs Clay Helton (en) et Steve Sarkisian (en),.

### Carrière universitaire
Darnold rejoint l'université de Californie du Sud, où il joue pour les Trojans en 2016 et 2017.
En 2016, il se voit décerner l'Archie Griffin Award (en) tout en étant désigné meilleur joueur freshman offensif de la Pacific-12 Conference.
Darnold remporte le titre de champion de la Pacific-12 en battant Stanford 31 à 28 et est désigné MVP du match après avoir y gagné plus de 300 yards et inscrits deux touchdowns à la passe. Cette victoire permet aux Trojans de disputer le Cotton Bowl Classic 2017 contre Ohio State mais Darnold ne peut éviter la défaite 7 à 24 malgré un gain de 356 yards à la passe. Ses performances lui valent d'être sélectionné dans la première équipe de cette conférence.
Le 3 janvier 2018, Darnold annonce qu'il va se présenter à la draft 2018 de la NFL.

### Carrière professionnelle

#### NFL Scouting Combine
| Taille               | Poids           | Bras          | Main           | Sprint   | Sprint   | Sprint   | Shuttle 20 yards | 3 cones drill | Détente         | Détente            | Développé couché | Test Wonderlic |
| Taille               | Poids           | Bras          | Main           | 40 yards | 10 yards | 20 yards | Shuttle 20 yards | 3 cones drill | verticale       | horizontale        | Développé couché | Test Wonderlic |
| 1,91 m (6 ft 3 ⅜ in) | 100 kg (221 lb) | 79 cm (31 in) | 24 cm (9 ⅜ in) | 4,85 s   | 1,67 s   | 2,81 s   | 4,40 s           | 6,96 s        | 67 cm (26 ½ in) | 2,67 m (8 ft 9 in) | -                | 28             |

#### Draft
Darnold est sélectionné en 3e choix global lors du premier tour de la draft 2018 de la NFL par la franchise des Jets de New York .

#### Jets de New York

##### 2018
Darnold est désigné titulaire pour le début de la saison 2018. Lors de son premier match professionnel, à l'occasion du Monday Night Football joué contre les Lions de Détroit (victoire 48 à 17), il réussit 16 de ses 21 passes, gagne 198 yards et inscrit 2 touchdowns bien que sa toute première passe ait été interceptée et retournée en touchdown.

#### Panthers de la Caroline
Darnold est échangé en avril 2021 aux Panthers de la Caroline contre leur choix du sixième tour en 2021 et les choix de deuxième et quatrième tours en 2022. Le 30 avril 2021, les Panthers activent l'option de cinquième année du contrat rookie de Darnold d'un montant de 18,858 millions de dollars en vue de la saison 2022.

#### 49ers de San Francisco
Le 16 mars 2023, Darnold signe un contrat d'un an avec les 49ers de San Francisco. Le 24 août 2023, Darnold est désigné premier remplaçant de Brock Purdy au poste de quarterback, Trey Lance ayant été échangé aux Cowboys de Dallas contre un choix de 4e tour de la prochaine draft. Les 49ers ayant décroché la première place de leur conférence, la franchise met Purdy au repos et Darnold devient titulaire pour le dernier match de la saison régulière contre les Rams. Malgré la défaite 20 à 21, il réussit 16 des 26 passes tentées pour un gain cumulé de 189 yards, inscrivant touchdown à la passe et un supplémentaire à la course.

#### Vikings du Minnesota
Le 13 mars 2024, Darnold signe un contrat d'un an pour 10 millions de dollars avec les Vikings du Minnesota,.

#### Seahawks de Seattle
Le 10 mars 2025, Darnold signe un contrat de trois ans pour un montant de 100,5 millions de dollars avec les Seahawks de Seattle.

## Statistiques

### Universitaires
| Année  | Équipe           | MJ |         | Passes   | Passes | Passes | Passes | Passes | Passes | Passes  |       | Courses | Courses | Courses | Courses |
| Année  | Équipe           | MJ | Tentées | Réussies | Pct.   | Yards  | TD     | Int.   | Éval.  | Tentées | Yards | Moy.    | TD      |         |         |
| 2016   | Trojans de l'USC | 13 | 366     | 246      | 67,2   | 3 086  | 31     | 09     | 161,1  | 062     | 250   | 4,0     | 2       |         |         |
| 2017   | Trojans de l'USC | 14 | 438     | 303      | 63,1   | 4 143  | 26     | 13     | 148,1  | 075     | 082   | 1,1     | 5       |         |         |
| Totaux | Totaux           | 27 | 804     | 549      | 65,15  | 7 229  | 37     | 22     | 154,6  | 137     | 332   | 2,5     | 7       |         |         |

### Professionnelles
| Année  | Équipe                  | MJ |                | Passes         | Passes         | Passes         | Passes         | Passes         | Passes         | Passes         |                | Courses        | Courses        | Courses | Courses |     | Sacks  | Sacks |  | Fumbles | Fumbles |
| Année  | Équipe                  | MJ | Tentées        | Réussies       | Pct.           | Yards          | TD             | Int.           | Éval.          | Tentées        | Yards          | Moy.           | TD             | Nb.     | Yards   | Nb. | Perdus |       |  |         |         |
| 2018   | Jets de New York        | 13 | 0 414          | 0 239          | 57,7           | 02 865         | 17             | 15             | 077,6          | 44             | 138            | 3,1            | 1              | 30      | 204     | 05  | 2      |       |  |         |         |
| 2019   | Jets de New York        | 13 | 0 441          | 0 273          | 61,9           | 03 024         | 19             | 13             | 084,3          | 33             | 062            | 1,9            | 2              | 33      | 212     | 11  | 3      |       |  |         |         |
| 2020   | Jets de New York        | 12 | 0 364          | 0 217          | 59,6           | 02 208         | 09             | 11             | 072,7          | 37             | 217            | 5,9            | 2              | 35      | 234     | 04  | 2      |       |  |         |         |
| 2021   | Panthers de la Caroline | 12 | 0 406          | 0 243          | 59,9           | 02 527         | 09             | 13             | 071,9          | 48             | 222            | 4,6            | 5              | 35      | 204     | 09  | 4      |       |  |         |         |
| 2022   | Panthers de la Caroline | 06 | 0 140          | 0 82           | 58,6           | 01 143         | 07             | 03             | 092,6          | 26             | 106            | 4,1            | 2              | 10      | 078     | 06  | 2      |       |  |         |         |
| 2023   | 49ers de San Francisco  | 10 | 0 46           | 0 28           | 60,9           | 0 297          | 02             | 01             | 085,1          | 21             | 015            | 0,7            | 1              | 06      | 040     | 03  | 1      |       |  |         |         |
| 2024   | Vikings du Minnesota    | 17 | 0 545          | 0 361          | 66,2           | 04 319         | 35             | 12             | 102,5          | 67             | 212            | 3,2            | 1              | 48      | 335     | 08  | 4      |       |  |         |         |
| 2024   | Seahawks de Seattle     | ?  | Saison à venir | Saison à venir | Saison à venir | Saison à venir | Saison à venir | Saison à venir | Saison à venir | Saison à venir | Saison à venir | Saison à venir | Saison à venir | -       | -       | -   | -      |       |  |         |         |
| Totaux | Totaux                  | 83 | 2 356          | 1 443          | 31,2           | 16 383         | 98             | 68             | 83,9           | 275            | 972            | 3,5            | 14             | 197     | 1 307   | 46  | 18     |       |  |         |         |

| Année  | Équipe                 | MJ |              | Passes       | Passes       | Passes       | Passes       | Passes       | Passes       | Passes       |              | Courses      | Courses      | Courses      | Courses |     | Sacks  | Sacks |  | Fumbles | Fumbles |
| Année  | Équipe                 | MJ | Tentées      | Réussies     | Pct.         | Yards        | TD           | Int.         | Éval.        | Tentées      | Yards        | Moy.         | TD           | Nb.          | Yards   | Nb. | Perdus |       |  |         |         |
| 2023   | 49ers de San Francisco | 0  | N'a pas joué | N'a pas joué | N'a pas joué | N'a pas joué | N'a pas joué | N'a pas joué | N'a pas joué | N'a pas joué | N'a pas joué | N'a pas joué | N'a pas joué | N'a pas joué | -       | -   | -      | -     |  |         |         |
| 2024   | Vikings du Minnesota   | 1  | 40           | 25           | 62,5         | 245          | 1            | 1            | 77,6         | 4            | 19           | 4,8          | 0            | 9            | 82      | 1   | 1      |       |  |         |         |
| Totaux | Totaux                 | 1  | 40           | 25           | 62,5         | 245          | 1            | 1            | 77,6         | 4            | 19           | 4,8          | 0            | 9            | 82      | 1   | 1      |       |  |         |         |